# Тайфунник маскаренський
Тайфунник маскаренський (Pseudobulweria aterrima) — морський птах середнього розміру з родини буревісників (Procellariidae).

## Поширення
Ендемік острова Реюньйон. Цей вид був відомий із чотирьох екземплярів, знайдених у дев'ятнадцятому столітті. Двох птахів було знайдено мертвими в 1970-х роках, а з 1964 року ведуться рідкісні спостереження за птахами у водах південніше Реюньйону. Відтоді на Реюньйоні було виявлено п'ять місць гніздування з популяцією 9-10 гніздових пар. Відомо, що він розмножується в дуже невеликих кількостях у Гранд-Бассені — важливому орнітологічному районі Ле Дімітіль у горах Реюньйону. Активну гніздову колонію вперше виявили в листопаді 2016 року. Він також відомий із субфосильних останків з острова Родригес.

## Опис
Маскаренський буревісник досягає 36 сантиметрів завдовжки. Оперення переважно темно-шоколадно-коричневе. Підборіддя і горло світліші. Нижня сторона первинних і вторинних срібляста. Дзьоб чорний. Ноги тілесного кольору, ступні чорні. У центрі перетинчастих ніг можна побачити пляму тілесного кольору. 

## Спосіб життя
Про життя маскаренського буревісника відомо небагато. Усі гніздові порожнини були виявлені на скелях у вересовій рослинності. Сезон розмноження починається приблизно в грудні, а молодняк стає на крило з лютого по березень.